# Leptostylus pleurostictus
Leptostylus pleurostictus är en skalbaggsart som beskrevs av Bates 1863. Leptostylus pleurostictus ingår i släktet Leptostylus och familjen långhorningar. Inga underarter finns listade i Catalogue of Life.